# 埃雷皮扬
埃雷皮扬（法語：Hérépian，法語發音：[eʁepjɑ̃]）是法国埃罗省的一个市镇，位于该省中西部，属于贝济耶区。

## 地理
埃雷皮扬（43°35'36"N, 3°6'55"E）面积8.77 平方千米，位于法国奧克西塔尼大區埃罗省，该省份为法国南部沿海省份，南濒地中海，西南接奥德省，西北接塔恩省和阿韦龙省，东北与加尔省接壤。
与埃雷皮扬接壤的市镇（或旧市镇、城区）包括：莱赛尔、贝达里约、卡布勒罗勒、福热尔、拉马卢莱班、托萨克拉比利耶尔、维勒马涅-拉让蒂耶尔。

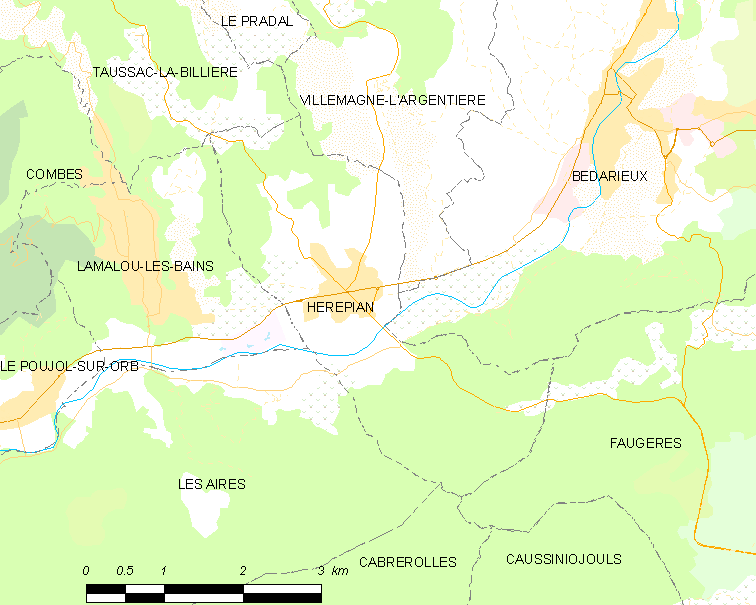
埃雷皮扬的OSM定位图

埃雷皮扬的时区为UTC+01:00、UTC+02:00（夏令时）。

## 行政
埃雷皮扬的邮政编码为34600，INSEE市镇编码为34119。

## 政治
埃雷皮扬所属的省级选区为克莱蒙莱罗县。

## 人口

1962-2008年间埃雷皮扬人口变化图示

埃雷皮扬于2022年1月1日时的人口数量为1559人。